# Familia Lozada
La familia Lozada es una familia aristocrática española originaria de Galicia . En Galicia, la familia era propietaria de grandes fincas agrícolas desde antes de la unificación del reino. Los miembros de la familia actualmente ostentan títulos como el de conde de Palancar, que es anterior al gobierno de la casa gobernante de Borbón sobre España. Otro título que ostenta la familia es el de Vizconde de Guadalupe, otorgado en 1667. Otros títulos incluyen conde de Álamo, conde de Bagaes, Vizconde de San Bernardo y marqués de San Miniato. Este último título no es reconocido por la corona española, ya que fue otorgado a la familia por el Gran Ducado de Toscana.
La familia también tiene un pueblo en Portugal, cerca de la frontera con Galicia, que lleva su nombre, llamado Lousada .
Durante la colonización europea de América, la familia se dividió en múltiples ramas, estableciendo linajes en España, Colombia, Venezuela, Perú, Argentina e Inglaterra. La familia también ha tenido presencia intermitente en Estados Unidos.
El apellido tiene múltiples variaciones debido a la diversidad lingüística de los territorios en los cuales esta presente.

## Rama Británica

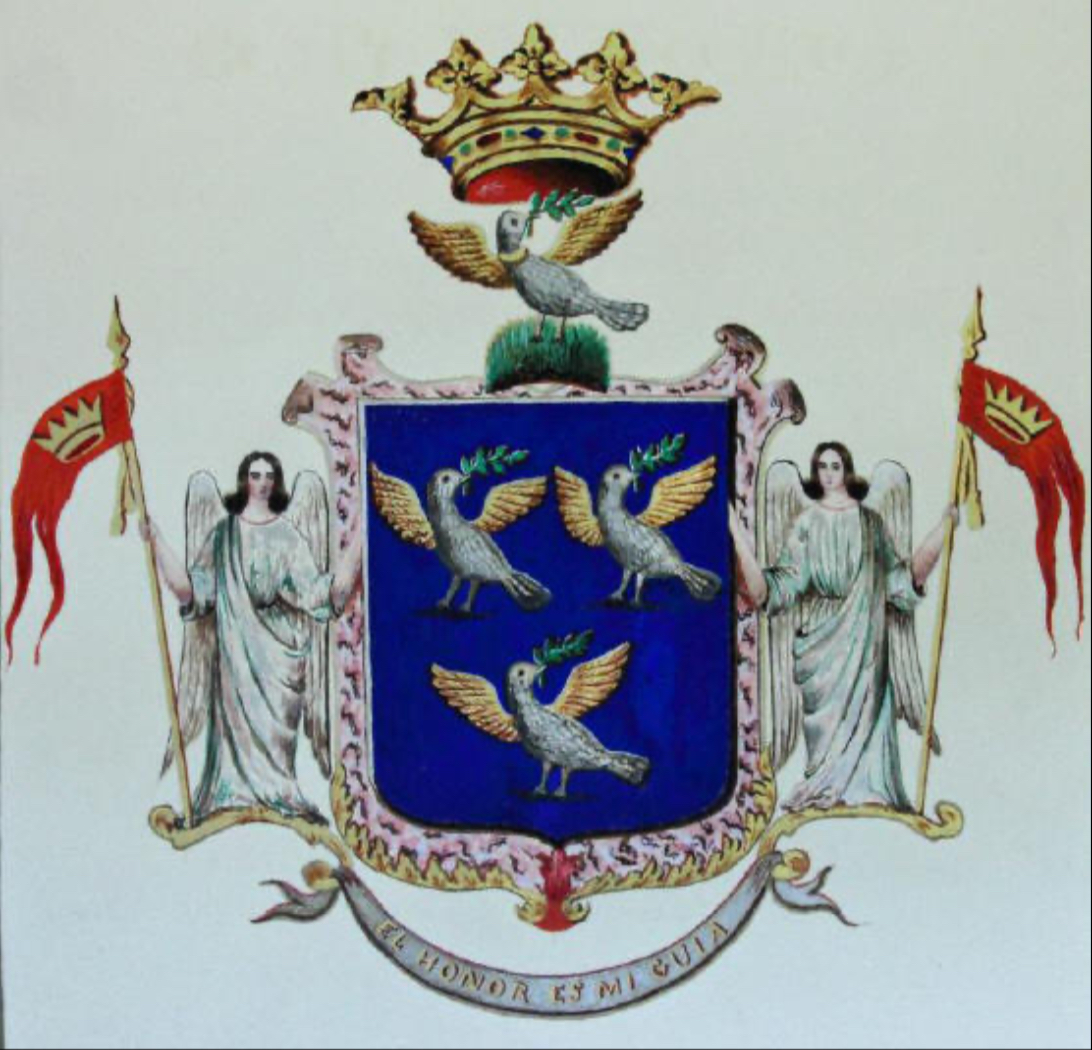
Escudo de armas británico de Lousada

Establecida en Londres y Devon en el siglo XVIII, la familia comenzó a comerciar azúcar en todo el mundo, especialmente el Caribe británico. Los Lousadas tenían haciendas agrícolas en Jamaica y Barbados. Financiaron la única sinagoga de Barbados durante una época de necesidad en el siglo XIX. Hoy en día, el apellido Losada y Lousada se encuentran a veces en el Caribe. Estos casos se deben en su mayoría a que los trabajadores de las plantaciones toman el nombre de los propietarios de las mismas. La rama británica construyó la casona Inglesa conocida como Peak House, Sidmouth . La figura más famosa de esta rama de la familia fue Emanuel Lousada, quien murió con un patrimonio de 12 millones de libras esterlinas en la moneda del año 2025. 

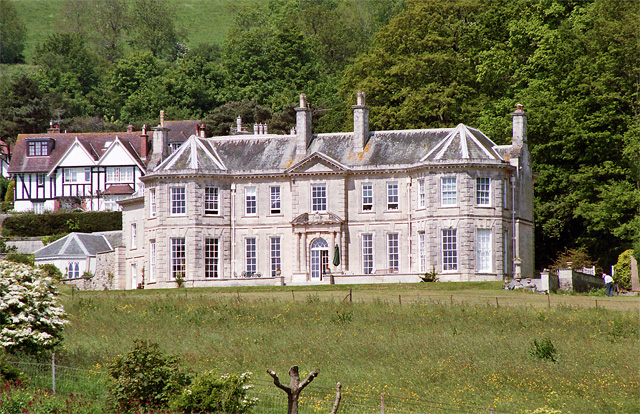
Peak House, sede de la familia Lousada en Inglaterra

Francis Lousada fue designado por la Reina Victoria para representarla en Massachusetts y el Estados de Rhode Island.
Esta rama reclama derechos de sucesión al Ducado de Losada. 

## Rama Colombo-Venezolana

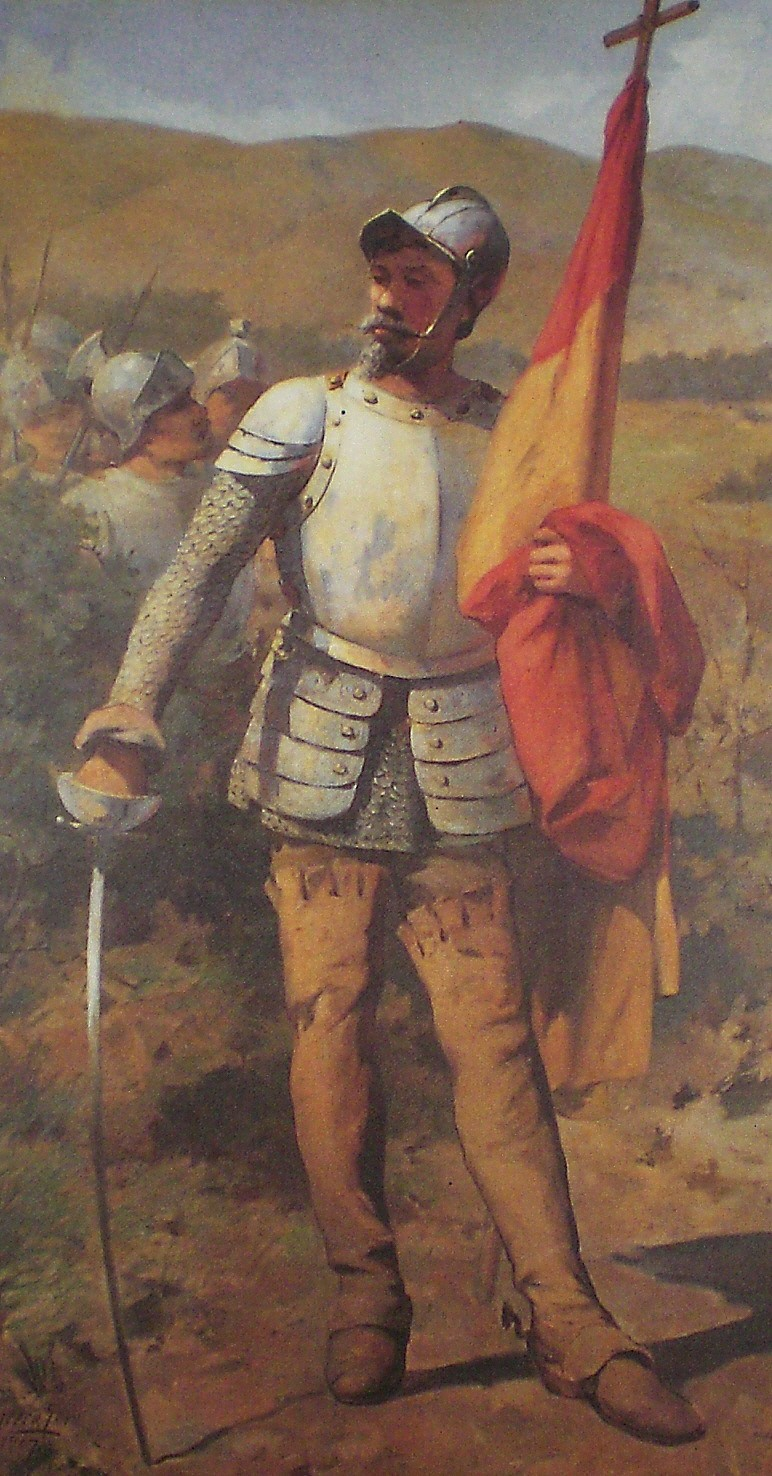
Diego de Losada

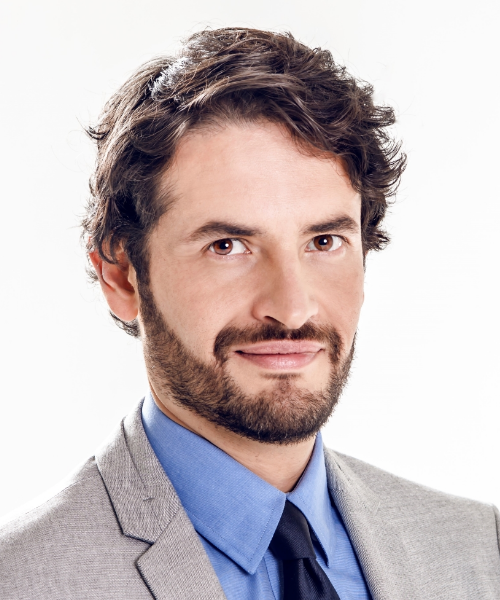
Juan Carlos Lozada, político colombiano

La primera rama que se estableció en América fue la rama colombo-venezolana de la familia Losada, fundada por Diego de Losada, conquistador de Venezuela y fundador de su capital, Santiago de León de Caracas.

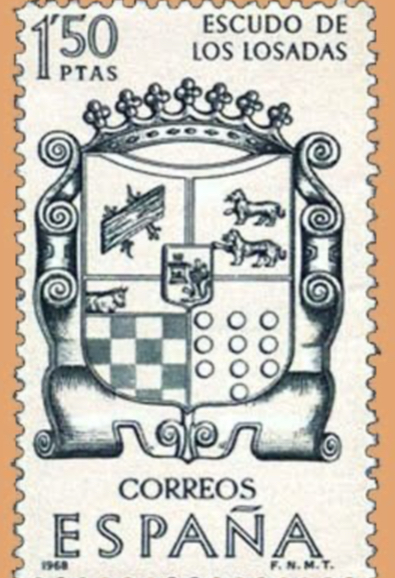
escudo de diego de losada

Hasta el día de hoy, la familia sigue siendo relevante en el ámbito empresarial y privado de Colombia y Venezuela.
El político colombiano Juan Carlos Lozada es un descendiente contemporáneo de la familia.

## Rama Peruana y ramas cadetes
Esta rama es la más próspera continuamente, descendiente de la primera generación de Losadas americanos en Venezuela. Esta rama se instaló en Lima y Arequipa.

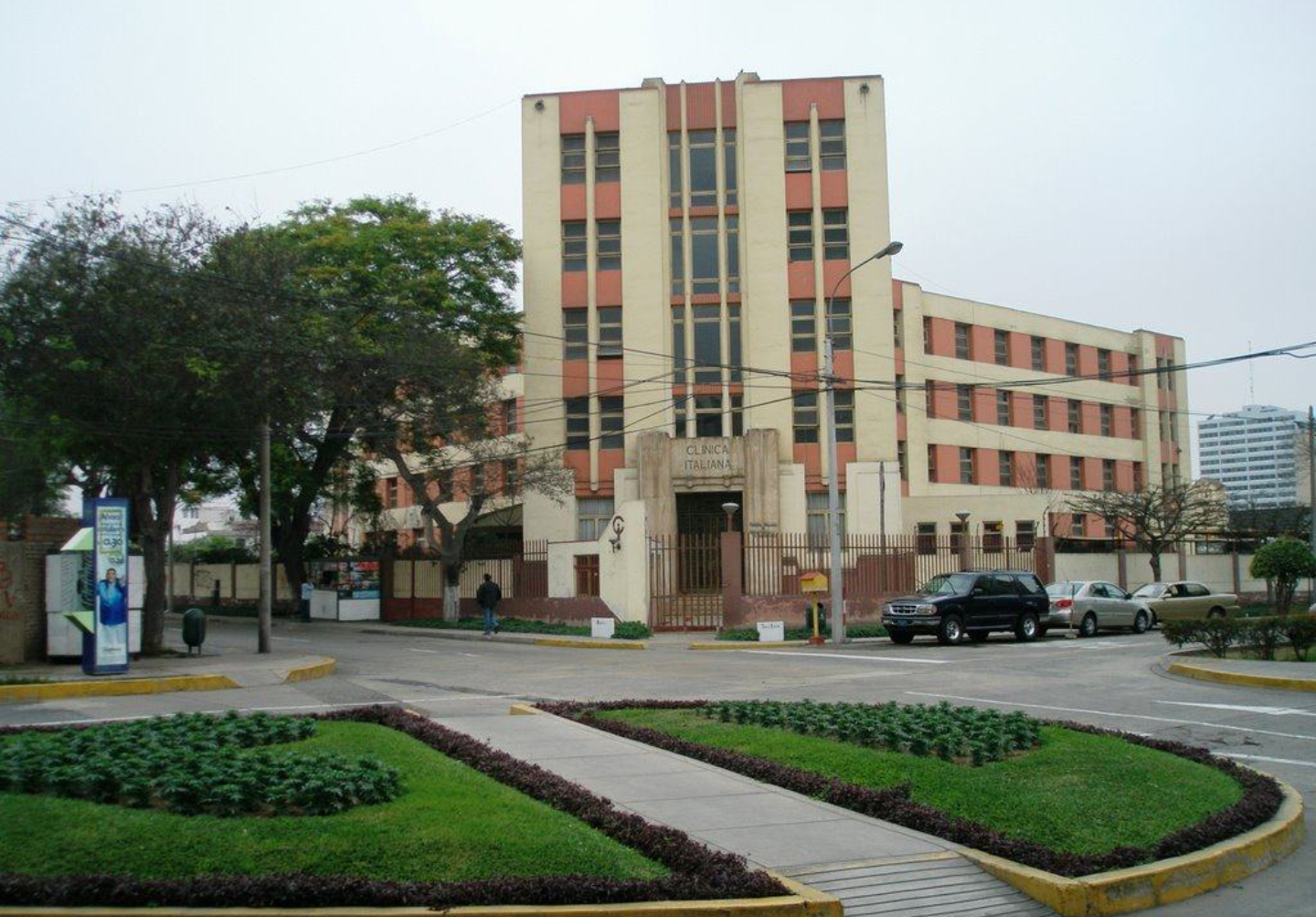
Clínica Italiana/Lozada

En Lima, la familia fundó la Clínica Italiana, también conocida como Clínica Lozada, en el distrito de San Isidro de Lima. El doctor Gerardo Lozada es conocido por su servicio médico y apoyo filantrópico durante el caso de Lina Medina.
La casa de la familia Lozada se encontraba sobre la Av. Arequipa 2575. La casa fue descrita en el libro de Augusto Tamayo de 2024 sobre arquitectos de Lima.
Una rama de la familia que se instaló en el norte se casó con miembros de la familia Aljovín y de la familia Mulanovich. De este matrimonio nacería Inés Aljovín de Losada de Mulanovich, madre de la atleta olímpica Sofía Mulanovich.
La familia ha producido múltiples políticos. Algunos de ellos incluyen a Yolanda Lozada Stanbury, Cristóbal de Losada y Puga, Jorge Lozada Stanbury, Daniel Lozada, Elías Lozada Benavente, Jorge Lozada Paz, Benigno Lozada Murillo y Alfredo Lozada, Daniel Lozada Casapía. 
En el ámbito de la filantropía, la familia ha donado terrenos alrededor de Cayma para obras públicas, en particular la actual calle Melgar antes parte de la hacienda de Trinidad Lozada. Hermelinda Lozada fue benefactora de los niños al igual que Samuel Lozada Tamayo, fundador del Museo de Arte Contemporáneo de Arequipa. 
Por sus contribuciones a Arequipa, una calle aledaña a la plaza de Cayma se llama calle Trinidad Lozada.

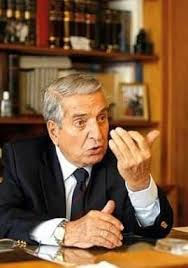
Samuel Lozada Tamayo

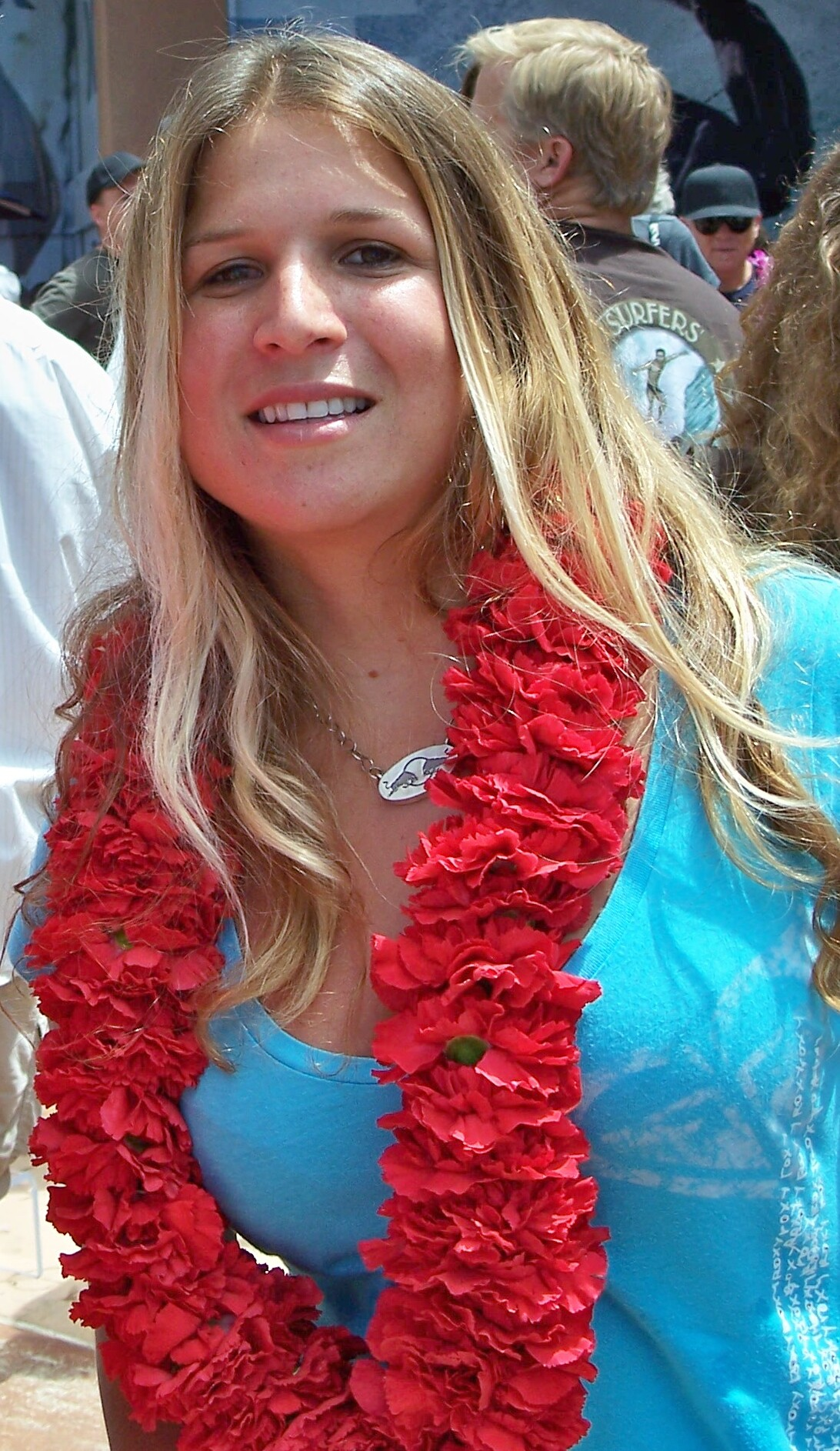
Sofía Mulanovich, hija de Inés Aljovín de Losada

La filial peruana también cuenta con una pequeña rama cadete en Bolivia a la que está relacionado el expresidente Gonzalo Sánchez de Lozada .
Los aportes de los Lozada peruanos a las artes han sido vastos. Samuel Lozada Tamayo donó gran parte de su riqueza al museo que fundó, el Museo de Arte Contemporáneo de Arequipa. Además, Víctor Lozada es un escritor célebre y Amalia Puga de Losada fue una de las primeras escritoras feministas. Más recientemente, Carlos Lozada Rodríguez-Pastor, primo del multimillonario Carlos Rodríguez-Pastor, ganó un Pulitzer en periodismo político.
Las contribuciones a la educación tampoco han sido limitadas. La familia fundó el Colegio Anglo-Americano Prescott a mediados del siglo XX, una reconocida escuela preparatoria global certificada por el IB, fundada por Samuel Lozada Tamayo.
Una pluralidad de miembros de la alta sociedad han sido miembros de la familia a lo largo del tiempo, entre ellos Jane Ricketts York de Lozada, Hermelinda Lozada Murillo, Amalia Puga de Losada, Læke Blichefeldt de Lozada y Gonzalo del Solar Vargas.
Uno de los primeros Lozadas relevantes en la historia del Perú fue Juan Francisco de la Cuadra-Bodega y de Mollinedo, hijo de Francisca de Mollinedo y Losada de la Cuadra-Bodega. Descendiente de los Lozada que migraron a América desde Galicia.

## Vínculos matrimoniales
A través del matrimonio la familia se relaciona con las siguientes familias.
Aljovín
de Osma
Prado
Hurtado de Mendoza
Casa de Lara
Gálvez
Rodríguez-Pastor